# Monolith (album de Death Cube K)
Pour les articles homonymes, voir Monolith.
Albums de Death Cube K
DCK
(2007) Torn from Black Space
(2009)
Monolith est le 5e album de Buckethead à être publié sous l'anagramme de Death Cube K. L'album est sorti sous forme d'un coffret de 5 disques le 17 décembre 2007 par TDRS music et fut produit par Travis Dickerson.
Ce coffret contient cinq pistes sans titre, une par disque. Certaines personnes ont émis la théorie que les cinq albums devraient être joués en même temps comme Zaireeka par The Flaming Lips. Le titre Monolith, de même que le résultat de la combinaison des pistes, ont été évoqués comme preuve de cette théorie, mais le producteur Travis Dickerson a refusé de résoudre ce mystère.
Présentement, ce coffret est disponible en exclusivité sur le site web de TDRS.

## Liste des pistes
Chaque piste est un disque séparé
| 1.      | Monolith I   | 42:18 |
| 2.      | Monolith II  | 40:45 |
| 3.      | Monolith III | 40:04 |
| 4.      | Monolith IV  | 42:04 |
| 5.      | Monolith V   | 43:56 |
| 3:29:07 |              |       |